# Theta Indi
Theta Indi (θ Ind / HD 202730 / HR 8140) es una estrella binaria en la constelación de Indus. De magnitud aparente +4,40, es la tercera estrella más brillante en la constelación, superada solo por α Indi y β Indi. Se encuentra a 97 años luz de distancia del sistema solar.

## Características
Theta Indi es una binaria visual cuyas componentes se hallan separadas actualmente 6,3 segundos de arco.
Theta Indi A, la estrella principal, es una estrella blanca de la secuencia principal de tipo espectral A5V cuyas características son muy similares a las de Alcor (80 Ursae Majoris).
Tiene una temperatura efectiva de 7870 K y una luminosidad 14 veces mayor que la del Sol.
Con un radio equivalente al doble del radio solar, gira sobre sí misma con una velocidad de rotación proyectada —límite inferior de la misma— de 136 km/s.
Presenta un contenido metálico comparable al solar, siendo su índice de metalicidad [Fe/H] = +0,08.
Su edad se estima en unos 400 millones de años. A diferencia de estrellas como Denébola o ζ Leporis, no se ha detectado un exceso significativo en la radiación infrarroja emitida por Theta Indi, lo que en principio descarta la existencia de un disco circunestelar a su alrededor.
Theta Indi B, la componente secundaria del sistema, tiene magnitud aparente +7,2 y su tipo espectral puede ser A7V o G0V. 